# Epidendrum incomptoides
Epidendrum incomptoides là một loài thực vật có hoa trong họ Lan. Loài này được Ames, F.T.Hubb. & C.Schweinf. mô tả khoa học đầu tiên năm 1935.